# Pontique (langue)
Pour les articles homonymes, voir Pontique.
Cet article concerne la langue grecque pontique. Pour le peuple grec pontique, voir Pontiques.
Le dialecte pontique ou grec pontique (en grec : Ποντιακή διάλεκτος, ou Ποντιακά / Pontiaká) est un dialecte du grec moderne parlé à l’origine sur les rives du Pont-Euxin, notamment sur les côtes sud de la mer Noire, et actuellement surtout en Grèce. Ses locuteurs sont les Grecs pontiques. Il est aussi quelquefois appelé « romaïque » (Ρωμαίικα / Romaíika), dénomination qui provient de Ρωμαίοι : « Romées », en turc Rum, désignant les anciens ressortissants de l’Empire byzantin, dont le nom officiel était « Romania » (« Empire byzantin » est un néologisme créé par Hieronymus Wolf au XVIe siècle).
Le pontique descend du grec ionien via la koinè et le grec byzantin ; il a subi les influences du turc et du persan, ainsi que des langues balkaniques dans le groupe Niotique, et de l’arménien et des langues caucasiennes dans le groupe Trébizondiaque-Chaldiote.

## Dialectes
Le linguiste grec Manólis Triantaphyllídis a divisé le pontique en deux groupes :
- groupe ouest (niotique) nommé d'après la ville d’Oinoé/Ünye, entre Sinope et Trébizonde, allait d’Oinoé à Odessa en passant par les bouches du Danube ;
- groupe est allait de la région de Kerason/Giresun jusqu’en Crimée en passant par la Géorgie, et présentait deux variantes :
  - le sous-groupe côtier (trébizondiaque) autour de Trébizonde/Trabzon, en Lazique, en Crimée et en Géorgie,
  - le sous-groupe intérieur (chaldiote) dans et au sud des Alpes pontiques, de Chaldia ou Kanin/Kelkit (près d’Argyroupolis/Gümüşhane), ainsi qu’autour de Baibourt/Bayburt, de Kotyora/Ordu, etc.

Au XIXe siècle les locuteurs du pontique chaldiote étaient les plus nombreux. En phonologie, quelques variétés de pontique appliquent l’harmonie vocalique, une caractéristique bien connue du turc (Mirambel 1965).

## Localisation
Dans l’Antiquité, le grec ionien, lingua franca sur tout le pourtour de la Mer Noire à partir du VIIe siècle av. J.-C., évolua vers une forme paléopontique (Παλαιοποντιϰή) de la koinè, parlée par les classes populaires, tandis que l’élite intellectuelle des villes s’exprimait en koinè classique. Avec les Invasions barbares, à partir du Ve siècle, cette élite disparaît, ainsi que de nombreux villages. Le peuplement pontique se replie alors sur les côtes sud de la mer Noire, dans l’Empire byzantin, où les Pontiques se maintiennent ensuite sous la domination turque, malgré la conversion à l’islam des plus modestes, las de subir le haraç (capitation sur les non-musulmans) et la pédomazoma (enlèvement des garçons pour le corps des janissaires).

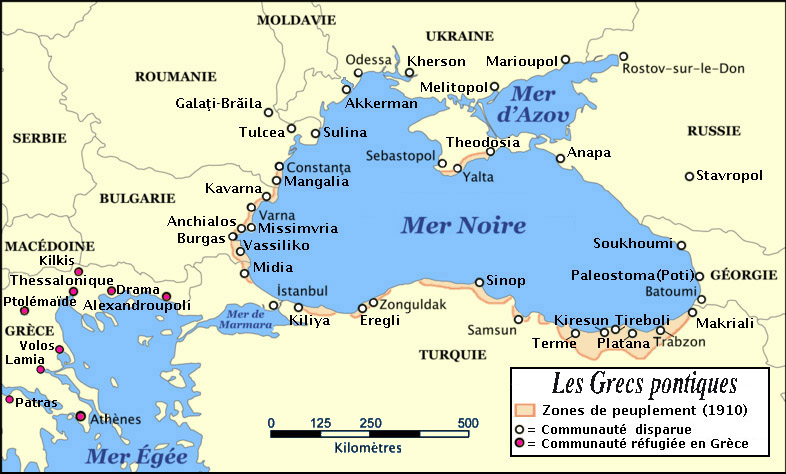
Répartition des locuteurs du pontique.

Tous les Pontiques ne se convertissent pourtant pas, et, avec l’avancée des États chrétiens vers le sud (Russie, Roumanie, Bulgarie) et le développement économique de ces régions, un nombre substantiel de locuteurs migra aux XVIIIe siècle et XIXe siècle vers les côtes de l’ouest, du nord et de l’est de la mer Noire, réinvestissant les ports fondés par leurs ancêtres Ioniens. Les massacres des années 1910 en Turquie augmentèrent encore leur nombre, puis les locuteurs chrétiens survivants restés en Asie Mineure furent soumis à l’échange de population du Traité de Lausanne de 1923, et furent réinstallés en Grèce, surtout au nord du pays ; ceux qui ne voulurent pas partir passèrent à l’islam et, en public, à la langue turque.
Le pontique bénéficia d’un usage littéraire durant les années 1930, ainsi que d’une grammaire scolaire (Topkhará 1898 rééditée en 1932). À partir du milieu du XXe siècle, la plupart des Pontiques de l’ouest (Bulgarie et Roumanie), du nord (URSS) et de l’est (Caucase soviétique) fuirent la dictature qui sévissait alors dans ces pays en profitant de la « Loi du retour » grecque, qui leur accorda l’avantageux statut de réfugiés en Grèce en tant qu’homogeneis (ομογενείς – « Grecs de souche »).
Dans la première décennie du XXIe siècle, le pontique était encore parlé par quelques centaines de personnes en Dobrogée (Bulgarie et Roumanie), en Crimée et en Géorgie (Poti et Batoumi), mais ils ont soit émigré, soit changé de langue, et depuis, la quasi-totalité des locuteurs vit en Grèce. En Grèce, le pontique est maintenant utilisé davantage comme un emblème identitaire que comme moyen de communication ; il reste une production littéraire en pontique, bien que limitée, comprenant des traductions de la Bande dessinée Astérix.
Les habitants de la vallée d’Of, qui s’étaient convertis à l’islam dès le XVIIe siècle, restèrent en Turquie en tant que Turcs : ils parlaient le pontique jusqu’à une date récente mais, après les polémiques suscitées par les articles d’Ömer Asan et par le film En attendant les nuages de Yeşim Ustaoğlu (2005) sur leur vie et sur leur statut de survivants d’un génocide, la plupart sont passés au turc en raison de l’extrême nationalisme régissant la culture politique et la société turque.
Au début du XXIe siècle, la répartition était la suivante :
- En Grèce : 200 000 locuteurs en 2001, surtout en Macédoine (Thessalonique, Kilkís, Dráma, Ptolemaïda).
- En Roumanie : 450 locuteurs à Constanța en 2002, mais plus aucun en 2011.
- En Turquie (région du Pont, vallée d’Of…), jusqu’en 1996, le pontique était encore parlé en privé, même si ses locuteurs se cachaient, car son usage est interdit. La parution à Istanbul en 1996 de l’ouvrage « La culture du Pont » (Pontos Kültürü) de l’historien turc Ömer Asan dévoila l’existence de nombreux locuteurs du pontique, peut-être 300 000, notamment dans une soixantaine de villages aux alentours de Trébizonde. Compte tenu du nationalisme exacerbé devenu partie intégrante de l’identité turque, Ömer Asan fut accusé de « trahison », d’« insulte à la mémoire d’Atatürk », de vouloir le « démembrement de la Turquie » ou d’y « réintroduire le christianisme et l’hellénisme ». Il fut déféré devant les tribunaux et finalement acquitté, mais depuis cette affaire, les pontiques, déjà islamisés, évitent d’employer leur langue et passent progressivement au turc ; peut-être reste-t-il encore environ 4 000 locuteurs autour de :
  - Θωανία/Thoanée/Tonya : (17 villages)
  - Χυσσός/Hyssos/Sürmene : (6 villages)
  - Κάτο-Χοριό/Kato-Chorio/Çaykara : (17 villages)
  - Κοντός/Kondos/Dernekpazarı : (13 villages)
  - Σαραχοριό/Sarachorio/Uzungöl, Θολό-Πηγή/Tholo-Pigi/Şeraksu : (6 villages)
  - Ματσούκα/Matsoúka/Maçka : pas d’information
  - Σπυροδρόμο/Spyrodromo/Torul, Γρανιότα/Graniota/Yağlıdere, Σάντα/Santa/Dumanlı, Χρώμνα/Cromna/Kromni : pas d’information.

## Archaïsmes

### Grammaire
- Préservation de l’ancienne prononciation de η comme ε (κέπιν = κηπίον, κλέφτες = κλέφτης, συνέλικος = συνήλικος, νύφε = νύφη, έγκα = ήνεγκον, έτον = ήτον, έκουσα = άκουσα etc).
- Préservation de l’ancienne prononciation de ω comme o alors que dans la koinè elle a évolué en ου (ζωμίν = ζουμί, καρβώνι, ρωθώνι etc).
- Préservation de l’ancien suffixe nominatif neutre des noms dénominatifs en ιον (παιδίον, χωρίον).
- Préservation de la suite consonantique ionienne σπ au lieu de la suite de la koinè σφ (σποντύλιν, σπιγγω, σπιντόνα).
- Préservation de la terminaison des adjectifs composés féminins en -ος (ή άλαλος, ή άνοστος, ή έμορφος).
- La déclinaison des noms masculins à nominatif singulier en -ον donne au génitif -ονος (ό νέον → τή νέονος, ο πάππον → τη πάππονος, ό λύκον → τή λύκονος, ο Τούρκον → τη Τούρκονος etc).
- La forme d’impératif aoriste en -ον (ανάμνον, μείνον, κόψον, πίσον, ράψον, σβήσον).
- La terminaison verbale à la voix moyenne en -ούμαι (ανακατούμαι, σκοτούμαι, στεφανούμαι).
- La terminaison d’aoriste passif en -θα (ancien -θην) : εγαπέθα, εκοιμέθα, εστάθα etc.
- La forme de l’impératif passif aoriste en -θετε (ancien -θητι) : εγαπέθετε, εκοιμέθετε, εστάθετε.
- L’utilisation sporadique des infinitifs (εποθανείναι, μαθείναι, κόψ’ναι, ράψ’ναι, χαρίσ’ναι, αγαπέθην, κοιμεθήν).
- L’ancienne accentuation des noms au vocatif : άδελφε, Νίκολα, Μάρια.
- L’utilisation sporadique de ας à la place de να : δός με ας φάγω.

## Comparaison avec le grec ancien
- Exemple 1 : pontique en (« est »), grec ancien estí (ἐστί), forme idiomatique de la koinè énesti (ἔνεστι), forme biblique éni (ἔνι), grec moderne íne (είναι)
- Exemple 2 : pontique temeteron (« notre »), grec ancien tò(n) heméteron (τὸν ἡμέτερον), grec moderne to(n) … mas (το(ν) … μας)
- Exemple 3 : diminutif pontique pedhin (« enfant »), grec ancien paidíon (παιδίον), grec moderne pedhí (παιδί)
- Exemple 4 (issu de 2 et 3) : pontique temeteron to pedin (« notre enfant »), grec ancien et koinè tò heméteron paidíon (τὸ ἡμέτερον παιδίον), grec moderne to pedí mas (το παιδί μας)

- 1. Dans le grec de Trabzon, ajout du son /e/ à l’ancien suffixe aoriste –ειν :

| Pontique   | Grec ancien |
| ipíne      | εἰπεῖν      |
| pathíne    | παθεῖν      |
| apothaníne | ἀποθανεῖν   |
| piíne      | πιεῖν       |
| iδíne      | ἰδεῖν       |
| fiíne      | φυγεῖν      |
| evríne     | εὐρεῖν      |
| kamíne     | καμεῖν      |
| faíne      | θαγεῖν      |
| mathíne    | μαθεῖν      |
| erthéane   | ἐλθεῖν      |
| meníne     | μενεῖν      |

- 2. Infinitif en –ῆναι identique

| Pontique   | Grec ancien |
| anevίne    | ἀναβῆναι    |
| katevine   | καταβῆναι   |
| embine     | ἐμβῆναι     |
| evjine     | ἐκβῆναι     |
| epiδeavine | ἀποδιαβῆναι |
| kimethine  | κοιμηθῆναι  |
| xtipethine | κτυπηθῆναι  |
| evrethine  | εὐρεθῆναι   |
| vrasine    | βραχῆναι    |
| raine      | ῥαγῆναι     |

- 3. Aoriste 1 en -αι changé en aoriste 2 en -είν :

| Pontique | Grec ancien |
| κράξαι   | κράξειν     |
| μεθύσαι  | μεθύσειν    |

- 4. Infinitif aoriste /e/

ῥάψεινε, κράξεινε, μεθύσεινε, καλέσεινε, λαλήσεινε, κτυπήσεινε, καθίσεινε
- 5. Suffixe aoriste en –ka identique (-ka était aussi le suffixe normal du parfait) :

| Pontique | Grec ancien |
| eδoka    | ἔδωκα       |
| enδoka   | ἐνέδωκα     |
| epika    | ἐπουίκα     |
| efika    | ἀφήκα       |
| ethika   | ἔθεκα       |

- 6. Infinitif en –ine se change en -eane

| Pontique | Grec ancien |
| ertheane | ἐλθεῖν      |